# SNECMA M88

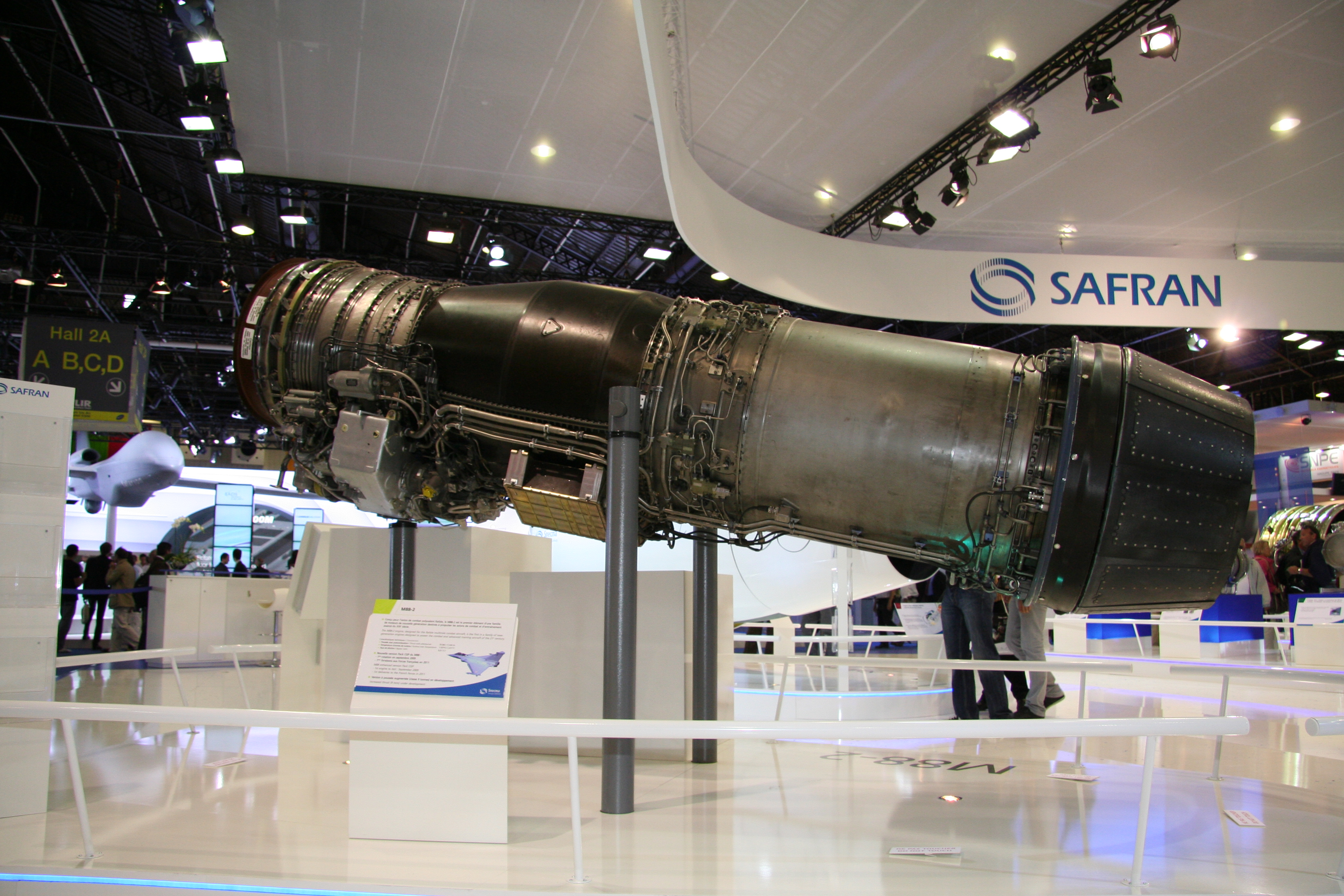
Motor M88 utilizado pelos caças Rafale

O SNECMA M88 é um motor turbofan com pós-combustão fabricado pela construtora francesa SNECMA e utilizado nos caças fraceses Dassault Rafale.
Fabricado com tecnologia de ponta, possui um único cristal de lâminas de turbinas de alta pressão e tem pleno controle sobre o motor utilizando-se de dispositivos digitais. O motor M88-2 foi construído para ser de fácil manutenção e com custos operacionais reduzidos. É composto de vinte e um módulos para reparos intercambiáveis e substituíveis sem necessidade de uma recalibração ou balanceamento. Possui um empuxo de 11000 kg e oferece uma potência de 50KN e com pós-combustão pode chegar a 75KN.

## Características Técnicas
| Características                                 | M88-2                       | M88-4 ECO                   |
| ----------------------------------------------- | --------------------------- | --------------------------- |
| Empuxo com pós-combustão (kN) (lb)              | 75 (17.000)                 | 90 (20.250)                 |
| Empuxo sem pós-combustor (kN) (lb)              | 50 (11.250)                 | 60 (13.500)                 |
| Consumo específico com pós-combustor (kg/daN.h) | 1,70                        | 1,70                        |
| Consumo específico sem pós-combustor (kg/daN.h) | 0,80                        | 0,80                        |
| fluxo de ar (kg/s)                              | 65                          | 72                          |
| Temperatura de entrada da turbina (K)           | 1.850 (1.577 °C) (2.871 °F) | 1.850 (1.577 °C) (2.871 °F) |
| Taxa de compressão                              | 24,50                       | 27                          |
| Razão de diluição                               | 0,30                        | 0,30                        |
| comprimento (mm) (in)                           | 3.538 (139)                 | 3.618 (142)                 |
| Sucção diâmetro (mm) (in)                       | 696 (27,50)                 | 790 (31)                    |
| Peso (kg) (lb)                                  | 897 (1.977,50)              | 985 (2.171,50)              |